# Wim Lagendaal
Willem Lagendaal (Rotterdam, 13 aprile 1909 – 6 marzo 1987) è stato un calciatore olandese, di ruolo attaccante.